# Rumex salicifolius
Rumex salicifolius là một loài thực vật có hoa trong họ Rau răm. Loài này được Weinm. miêu tả khoa học đầu tiên năm 1821.